# Bundesstraße 458
Pour les articles homonymes, voir Route 458.
La Bundesstraße 458 est une Bundesstraße du Land de Hesse.

## Géographie
La B 458 va de Fulda (B 27) jusqu'à Hilders au croisement avec la B 278. Elle sert de liaison rapide du centre-ville de Fulda pour la Bundesautobahn 7.
Le point culminant est le "Grabenhöfchen" à 680 m d'altitude, au col, à la ligne de partage des eaux entre la Fulda et la Werra.

## Source
- (de) Cet article est partiellement ou en totalité issu de l’article de Wikipédia en allemand intitulé « Bundesstraße 458 » (voir la liste des auteurs).

1. ↑  (de) Robert Göldner, Verkehrsplanung im städtischen Raum : Richtlinien, Planungsziele und Lösungsansätze am Beispiel der Umgestaltung einer Stadtstraße, Diplomica Verlag, 2011, 70 p. (ISBN 9783836699662, lire en ligne), p. 8